# غويلرمو فورد
غويلرمو فورد (بالإسبانية: Guillermo Ford)‏ هو سياسي بنمي، ولد في 11 نوفمبر 1936 في بنما في بنما، وتوفي بنفس المكان في 19 مارس 2011. حزبياً، نشط في Nationalist Republican Liberal Movement ‏.